# Tolcsva
Tolcsva est un village et une commune du comitat de Borsod-Abaúj-Zemplén en Hongrie.

## Villes jumelées
Jumelée avec le village de Sauternes, en Gironde.